# Landskab
 Ikke at forveksle med Landskab (landsdel).
Et landskab er et geografisk eller naturmæssigt område, et udsnit af jordoverfladen, som er afgrænset mere eller mindre tydeligt fra de omgivende landskaber. 
Landskabet består af en mere eller mindre bakket eller flade jordoverflade og den bevoksning, der findes her. Jordoverfladen er skabt ved ydre geologiske kræfter (så som is under istider, jordskælv eller vulkanudbrud), og klimatiske og de dermed forbundne kræfter (temperatursvingninger, nedbørs- og fordampningsforhold og lignende), eventuelt tillige ved menneskelige indgreb.
Landskabsbegrebet anvendes med uens synsmåde af ulige videnskaber. Forenklet sagt:
- en geograf (og en geolog) ser landskabet som et udfald (et resultat) af geologiske og klimatiske kræfter,
- en biolog ser landskabet som en del af forudsætningen for plantevækst og dyreliv,
- en økolog ser landskabet som det rum eller miljø, hvori de økologiske processer (stof- og energikredsløb) finder sted.

## Inddelinger
Landskaber kan efter deres terrænformer, disses størrelse og materialesammensætninger blandt andre være:
Naturlige landskabsformer
- Bakkelandskab
- Bjerglandskab
- Karstlandskab
- Marsklandskab
- Ørkenlandskab
- Ådalslandskab
- Kyst

Kulturlandskaber
- Agerland
- Eng
- Hede
- Løveng
- Maki
- Overdrev

Naturlandskabet eller det "naturlige landskab" er et landskab, som ikke er påvirket af mennesker, eller som næsten ikke er det. Kulturlandskabet er derimod et landskab, som er formet af mennesker ved landbrug, kvægavl og gartneri eller ved anlæggelse af parker, infrastruktur og boliger. Begrebet kulturlandskab omfatter også bylandskab og industrilandskab.
Landskaber er i sagens natur foranderlige i kraft af dels de løbende påvirkninger, dette udsættes for af vejrliget, dels mere langsigtede klimaforandringer (istider og mellemistider). Enhver inddeling af landskaber i typer vil derfor tage udgangspunkt i nogle få, særligt fremtrædende træk, mens andre lades ude af betragtning.

## Landskaber og naturtyper
En naturtype omfatter landskab, plantebælte og det dertil knyttede dyreliv.
Et plantesamfund skyldes samvirken af flere forhold:
- terræn
- jordbundsforhold
- beliggenhed på jordkuglen (rettelig klimatiske forhold som temperatur, nedbør og vindforhold)
- naturligt forekommende eller kunstigt indførte vækster.

## Andre anvendelser af landskabsbegrebet
Landskaber kan have egennavne, eller stednavne, som "Sydfynske Øhav", "Skagens Gren" eller "Kullen". Samtidig er Kullen dog også et klippelandskab, og det kunne samtidig indordnes under skovlandskaber. Det kan virke yderligere forvirrende, at videnskaben arbejder med makrolandskaber og lokallandskaber. Man mangler en slags systematik, svarende til den, der bruges inden for de biologiske fagområder, men der er endnu kun opstillet nogle forsøgsvise og foreløbige forslag. Problemet er, at de fleste landskaber rummer både naturlige og kulturskabte egenskaber. Det har ført til, at begrebet næsten kun bruges i daglig tale eller i skønlitterære sammenhænge.